# Medaille „Für die Verteidigung Kiews“
Die Medaille „Für die Verteidigung Kiews“ (russisch Медаль „За оборону Киева“) war eine sowjetische Auszeichnung, welche an der Verteidigung der Stadt Kiew im Zuge der Schlacht um Kiew des Zweiten Weltkrieges Beteiligten verliehen wurde. Ihre Stiftung erfolgte jedoch erst am 21. Juni 1961 durch das Präsidium des Obersten Sowjet der UdSSR anlässlich der 20. Wiederkehr der deutschen Invasion; in der Folge wurden ca. 180.000 Medaillen ausgegeben.

## Aussehen und Trageweise
Die bronzefarbene Medaille zeigt auf ihrem Avers mittig das Gebäude der Werchowna Rada mit der wehenden Flagge. Davor marschiert eine Reihe von Menschen, deren Reihenfolge von vorn gesehen mit einem Rotarmisten beginnt, dahinter folgen ein Marinesoldat, ein Arbeiter und eine Bäuerin, die mit aufgesetztem Bajonett westwärts schreiten. Umschlossen wird die Darstellung von der obigen Umschrift: За оборону Киева (Für die Verteidigung Kiews) und zwei unten gekreuzten Lorbeerzweigen, die in der Mitte durch einen Sowjetstern verbunden sind. Das Revers zeigt die dreizeilige Inschrift: За нашу советскую родину (Für unsere sowjetische Heimat).
Getragen wurde die Medaille an der linken oberen Brustseite des Beliehenen an einer langgestreckten pentagonalen stoffbezogenen Spange, deren Grundfarbe hellgrün ist. In dieses Band ist mittig ein senkrechter rot-blauer Streifen eingewebt, wobei der rote Teilstreifen etwas breiter gehalten ist. Die dazugehörige Interimsspange ist von gleicher Beschaffenheit.